# Rabeninsel und Saaleaue bei Böllberg
Koordinaten: 51° 27′ 47″ N, 11° 56′ 32″ O

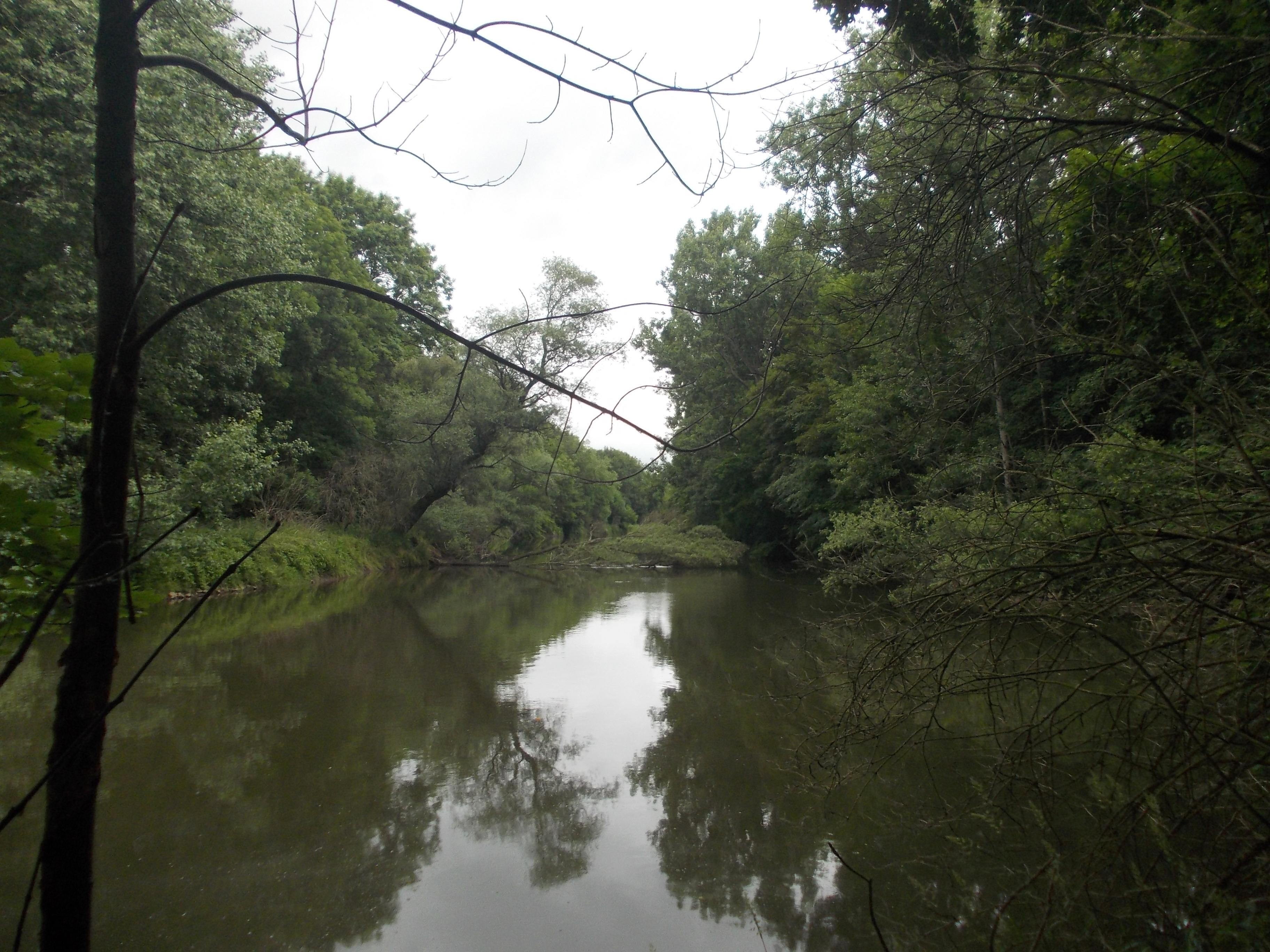
Wilde Saale im Naturschutzgebiet „Rabeninsel und Saaleaue bei Böllberg“

Die Rabeninsel und Saaleaue bei Böllberg ist ein Naturschutzgebiet in der Stadt Halle (Saale) in Sachsen-Anhalt.
Das Naturschutzgebiet mit dem Kennzeichen NSG 0165 ist 90,7 Hektar groß. Es ist Bestandteil des FFH-Gebietes „Saale-, Elster-, Luppe-Aue zwischen Merseburg und Halle“ und des EU-Vogelschutzgebietes „Saale-Elster-Aue südlich Halle“ sowie vollständig vom Landschaftsschutzgebiet „Saaleaue“ umgeben. Das Gebiet steht seit 1996 unter Schutz (Datum der Verordnung: 22. Mai 1996). Zuständige untere Naturschutzbehörde ist die Stadt Halle (Saale).
Das Naturschutzgebiet liegt in der Saaleaue im Südwesten der Stadt Halle (Saale). Es umfasst die zwischen der Saale und der Wilden Saale liegende Rabeninsel und einen Teil der diesen Bereich umgebenden Saaleaue zwischen der Elisabeth-Saale im Norden, dem Kanal – einem Relikt des in den 1930er-Jahren begonnenen, aber nicht fertiggestellten Saale-Elster-Kanals – im Westen und den sich an das als Sohlgleite ausgelegte Wehr am Abzweig der Wilden Saale anschließenden Bereich im Süden. Im Osten wird das Naturschutzgebiet von der Saale begrenzt. Der Bereich an der Schleuse ist auf der Rabeninsel aus dem Geltungsbereich der Naturschutzverordnung ausgenommen.
Das Naturschutzgebiet wird insbesondere im Bereich der Rabeninsel von einem Auwald, mit über 250 Jahre alten Stieleichen dem ältesten in der Stadt, geprägt. Neben Stieleichen stocken hier vor allem Feld- und Flatterulme. Die Krautschicht wird insbesondere im Süden und Westen von den Frühlingsgeophyten Hohlem Lerchensporn, Geflecktem Aronstab, Buschwindröschen, Scharbockskraut, Gelbes Windröschen und Waldgelbstern gebildet. In der übrigen Zeit der Vegetationsperiode dominieren nitrophyte Staudenfluren. Der nördliche Teil der Rabeninsel ist stark verbuscht bzw. von Brennnesselfluren eingenommen. Hier sind nur wenige Überhälter aus Eichen und Eschen vorhanden. Daneben sind auf der Rabeninsel Restbestände von Winterlinden, Pappeln und Erlen zu finden, die aber weniger alt sind. Die Auewiesen auf der Rabeninsel werden zur Pflege einschürig gemäht, wodurch sich ein artenreicher Pflanzenbestand halten kann. Auch die Ufer von Saale, Wilder Saale und Elisabeth-Saale werden von Gehölzen begleitet. Nördlich der Rabeninsel sind Grünlandbereiche und Sukzessionsflächen mit Schilf- und Rohrglanzgrasröhrichten, Stauden- und Schleierfluren und eingestreuten Gehölzbeständen aus Birken- und Weidengebüschen zu finden. Der Bereich zwischen der Wilden Saale und dem Kanal ist teilweise von Gehölzen bestanden. Nach Westen schließen sich auch hier Grünlandbereiche an.
Das Naturschutzgebiet bietet u. a. Lebensraum für Waldohreule, Waldkauz, Rot- und Schwarzmilan, Rohrweihe, Raubwürger, Eisvogel, Kiebitz, Flussregenpfeifer, Nachtigall, Mönchsgrasmücke, Klappergrasmücke, Heckenbraunelle, Zilpzalp und Beutelmeise. Alle diese Vögel brüten hier auch regelmäßig. Weiterhin kommen Wespenbussard, Habicht, Baumfalke, Schwarz-, Grün-, Mittel- und Kleinspecht, Hohltaube, Wachtelkönig, Rebhuhn, Halsbandschnäpper und Weidenmeise vor, die hier allerdings nicht regelmäßig brüten. Die Wälder der Rabeninsel werden im Winter von einigen tausend Saatkrähen und Dohlen als Schlafplatz aufgesucht. Auch Enten, Taucher, Limikolen und andere Vögel nutzen das Naturschutzgebiet im Winter als Rast- und Schlafplatz.
Weitere im Naturschutzgebiet vorkommende Tiere sind u. a. die Fledermäuse Breitflügelfledermaus und Kleiner Abendsegler, die Mäuse Brandmaus, Gelbhalsmaus, Waldmaus, Zwergmaus, Schermaus und Rötelmaus sowie die Spitzmäuse Feld-, Wald- und Zwergspitzmaus. In der Saale sind Flache Teichmuschel und Malermuschel heimisch.
Das Gebiet dient auch der Naherholung. Es ist über mehrere Wege erschlossen.